# دون خوان و فرمانده
دون خوان و فرمانده (اسپانیایی: Don Juan y la estatua del Comendador یا El burlador de Sevilla) نام اثری از هنرمند اسپانیایی، فرانسیسکو گویا است. این نقاشی به مجموعه‌ای از شش نقاشی کابینتی او تعلق دارد که هر کدام حدوداً ۴۳ × ۳۰ سانتی‌متر هستند و موضوع جادوگری محور اصلی آنها است. این نقاشی‌ها روایتی واحد را تشکیل نمی‌دهند و معنای مشترکی ندارند، بنابراین هر یک به طور جداگانه تفسیر می‌شوند، اما به لحاظ نزدیکی موضوع و دوره خلق اثر، همیشه در کنار هم بررسی می‌شوند. 
این مجموعه در مالکیت دوک‌های اوسونا بود و زینت‌بخش اقامتگاه تابستانی آن‌ها در آلآمدا د اوسونا بود. این مجموعه آثار، علاوه بر دون خوان و فرمانده، شامل جشن جادوگران، پرواز جادوگران، افسون، مرد افسون‌شده و آشپزخانه جادوگران می‌شود. چهار مورد از این نقاشی‌ها در مجموعه‌های عمومی، و یکی در مجموعه‌ای خصوصی نگهداری می‌شود و دون خوان و فرمانده اثری مفقود شده تلقی می‌شود.

## پیشینه آفرینش آثار

### حمایت دوک‌های اوسونا
در سال‌های نخست فعالیت حرفه‌ای گویا در مادرید، در حالی که همزمان مشتریان خصوصی خود را در میان اشراف و بورژوازی پایتخت گسترش می‌داد، عمدتاً به عنوان طراح برای کارخانه سلطنتی تاپستری نیز کار می‌کرد. حامیان مهم او در این دوره، دوک‌های اوسونا، پدرو تله‌س-گیرون و همسرش ماریا جوزفا پیمنتل بودند که از نخبگان فکری و از چهره‌های برجسته روشنگری اسپانیا بشمار می‌رفتند. آن‌ها جلسات بحث و گفتگو را با حضور روشنفکران برگزار می‌کردند و به عنوان حامیان جدی فرهنگ شناخته می‌شدند؛ کتابخانه‌ای چشمگیر جمع‌آوری کرده و در محل اقامت خود تئاتر برگزار می‌کردند و از دانشمندان و هنرمندان آن دوره، از جمله گویا و لیندرو فرناندز د موراتین حمایت می‌کردند. بین سال‌های ۱۷۸۵ تا ۱۸۱۷، گویا حدود ۳۰ اثر برای آن‌ها آفرید که شامل پرتره‌هایی از خود دوک و دوشس و فرزندانشان، صحنه‌های مذهبی و نقاشی‌های کابینتی بود. همچنین نسخه‌های اولیه حکاکی‌های مجموعه لوس کاپریچوس را نیز این زوج از هنرمند خریداری کردند. پس از مرگ دوک در سال ۱۸۰۷، گویا همچنان برای دوشس و خانواده او به عنوان هنرمند مشغول به کار بود.

### آلامدا د اوسونا
در سال ۱۷۸۳، دوک اوسونا زمین‌ها و ساختمان‌هایی در منطقه شمال شرقی مادرید، یعنی منطقه لا آلامدا را که خانواده‌های ثروتمند تابستان‌های خود را سپری می‌کردند خریداری کرد.  در این منطقه که به لا آلامدا د اوسونا مشهور شد، پروژه‌های توسعه زیادی توسط این خانواده انجام گرفت و تا سال ۱۷۹۲، پروژه‌های ساختمانی دوک و همسرش شامل کاخی برای سکونت و مجموعه‌ای از باغ‌ها به نام ال کاپریچو به پایان رسید. دوک اوسونا مجموعه‌ای از شش نقاشی کوچک از گویا خریداری کرد تا کاخ جدیدش را تزئین کند. بر اساس اسناد موجو، صورتحسابی مورخ ۲۷ ژوئن ۱۷۹۸ صادر شده که مربوط به خرید "شش اثر با موضوع جادوگران"، به مبلغ ۶۰۰۰ رئال است.
تصور عموم بر این است که این نقاشی‌ها به سفارش دوشس خلق شده‌اند؛ اما هیچ مدرکی برای اثبات این ادعا وجود ندارد. ممکن است گویا آثار از پیش خلق شده‌ای را به مشتریان خود ارائه داده باشد که مطابق با سلیقه آن‌ها بوده است. به همین دلیل، تعیین اینکه نقاش این آثار را با هدف یک اتاق خاص خلق کرده یا قرارگیری آن‌ها بعداً تصمیم‌گیری شده، دشوار است. آنچه که مشخص است این است که نقاشی‌ها در طبقه اول، در راهرویی که به دفتر دوشس منتهی می‌شد، آویخته شده بودند، اتاقی که به عنوان گابینه د پایسز (کابینه کشورها) شناخته می‌شد. فرانک اروینگ هکس، تاریخ‌شناس هنر، معتقد بود که این اتاق در اصل برای کتابخانه طراحی شده بوده و به همین دلیل گویا به عمد نمادهای ادبی را در ترکیب‌بندی خود گنجانده است. از سوی دیگر، ماریا ایزابل پرز هرناندز، که فهرست اموال خانواده را در سال ۱۸۳۴، پس از مرگ دوشس، بررسی کرده، معتقد است که نقاشی‌های گویا در آن زمان در راهروی گابینه د پایسز بودند و باقی اشیاء و مبلمان آن اتاق دلالتی بر استفاده از آن اتاق به‌عنوان کتابخانه ندارد. او معتقد است که آثار گویا همراه با مجموعه لوس کاپریچوس، در حدود سال ۱۸۴۵ به آنجا منتقل شدند.

مجموعه جادوگری
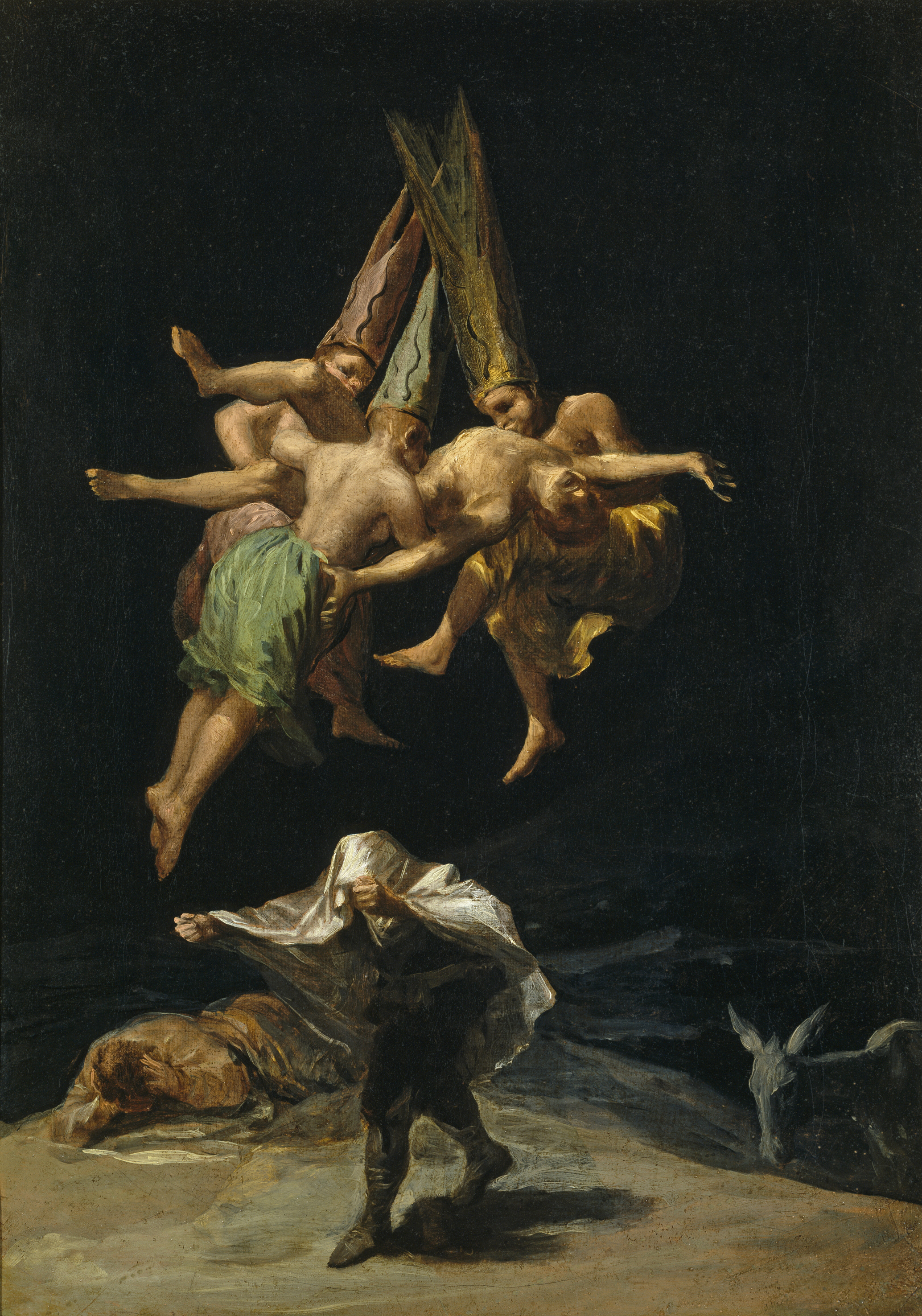
پرواز جادوگران
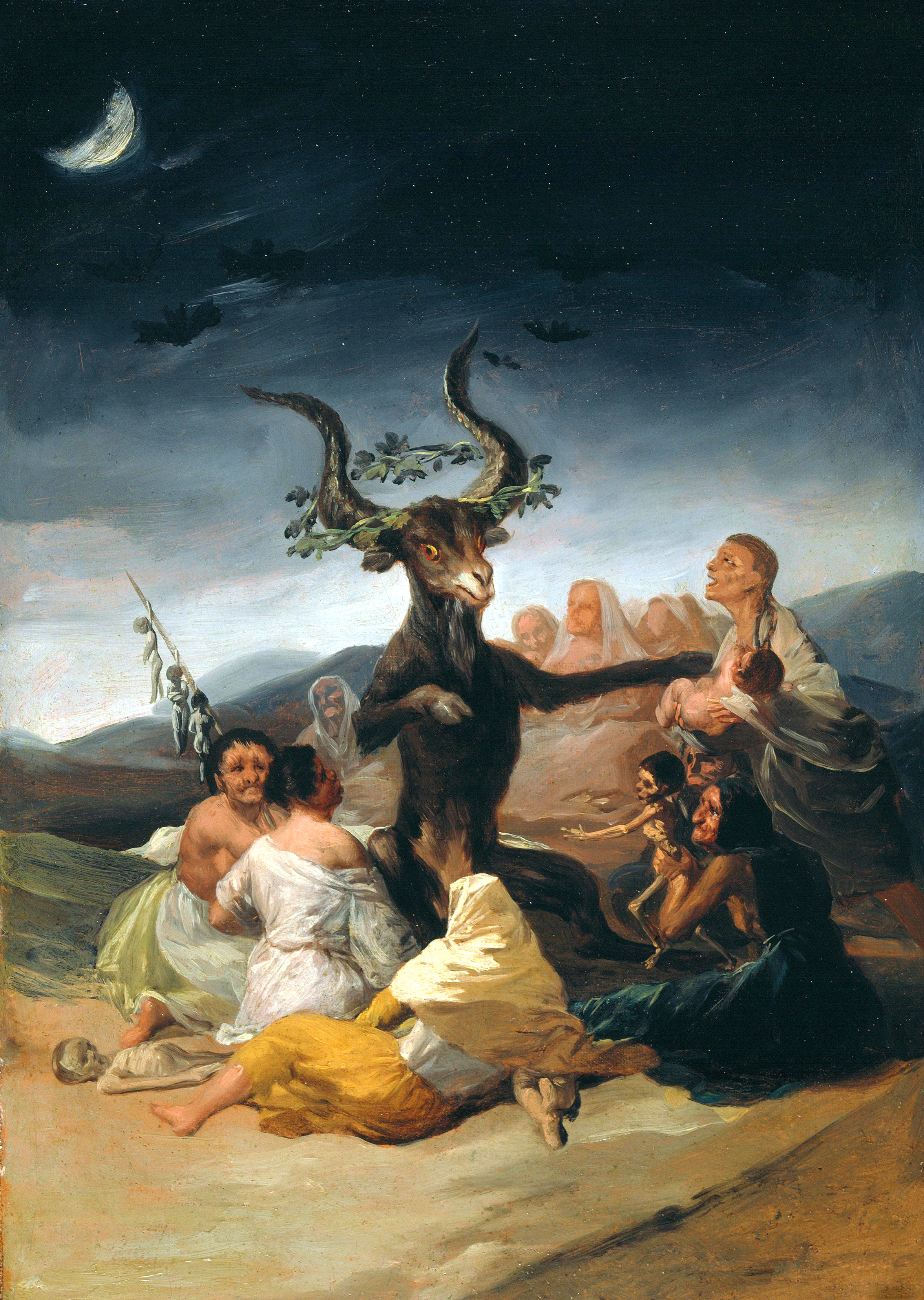
جشن جادوگران
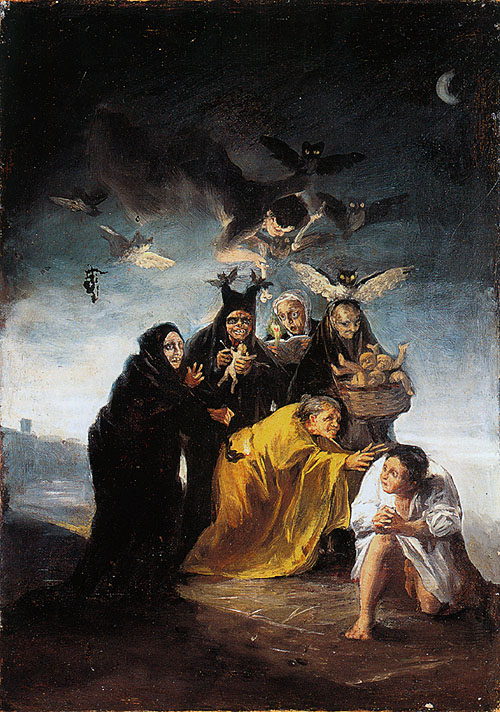
افسون
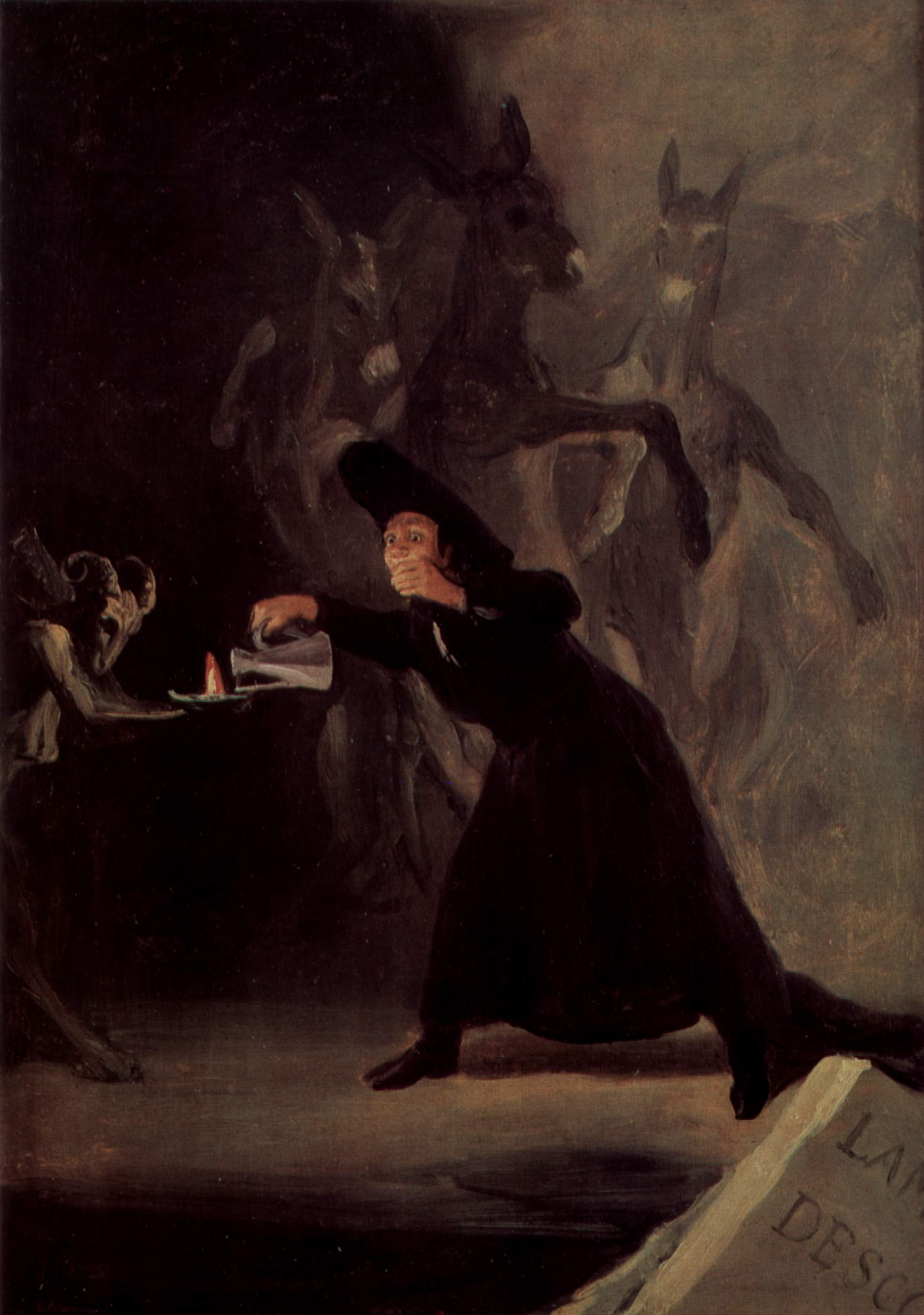
مرد افسون‌شده
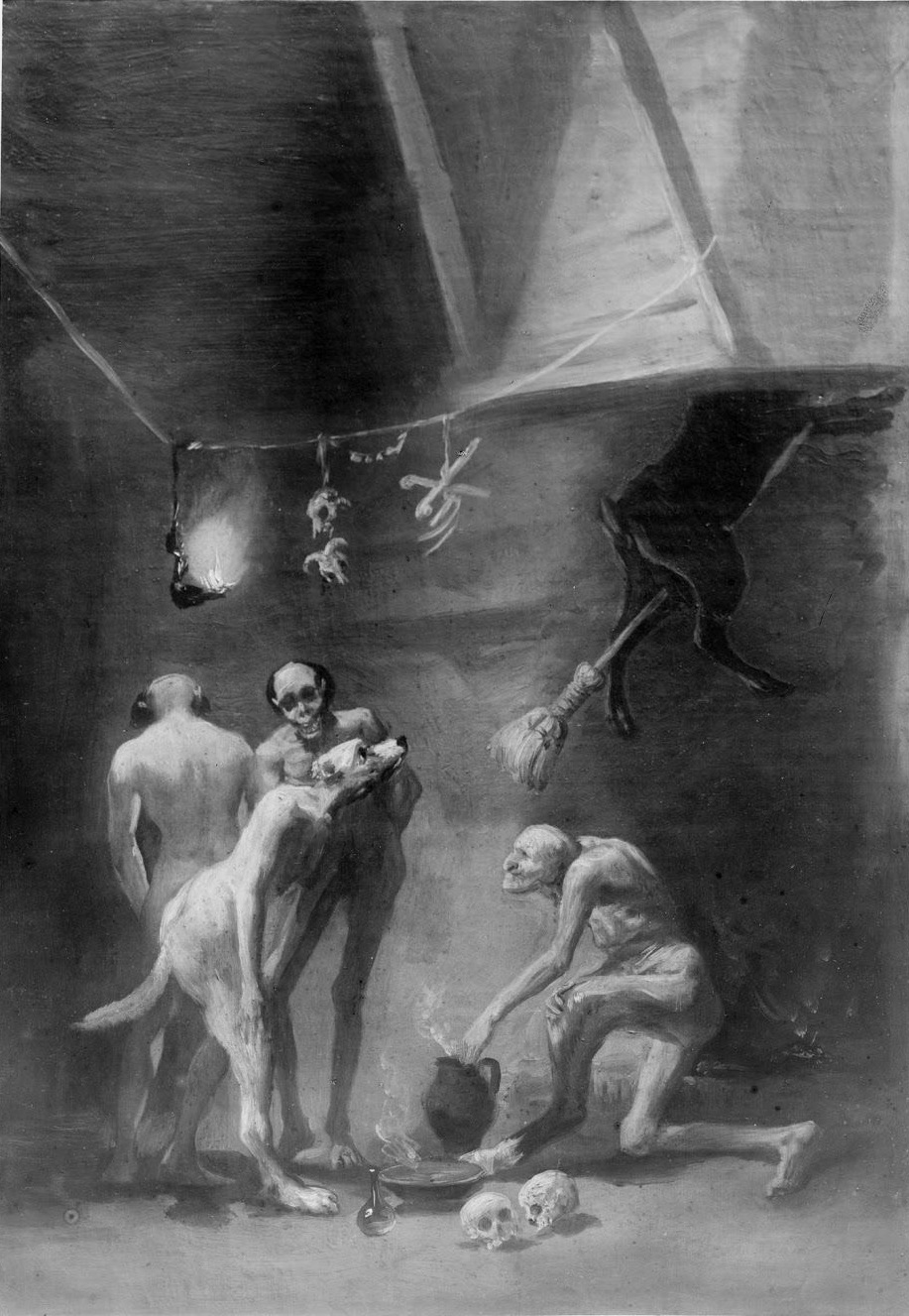
آشپزخانه جادوگران
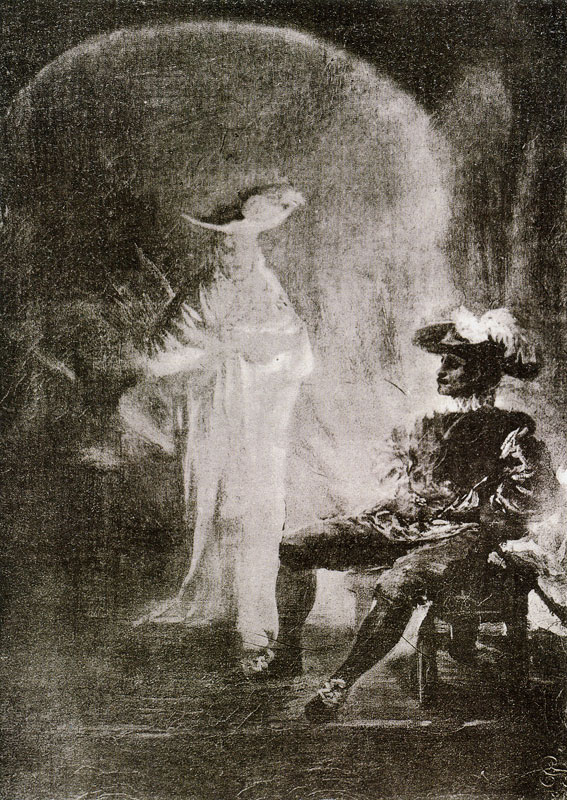
دون خوان و فرمانده

### موضوع آثار

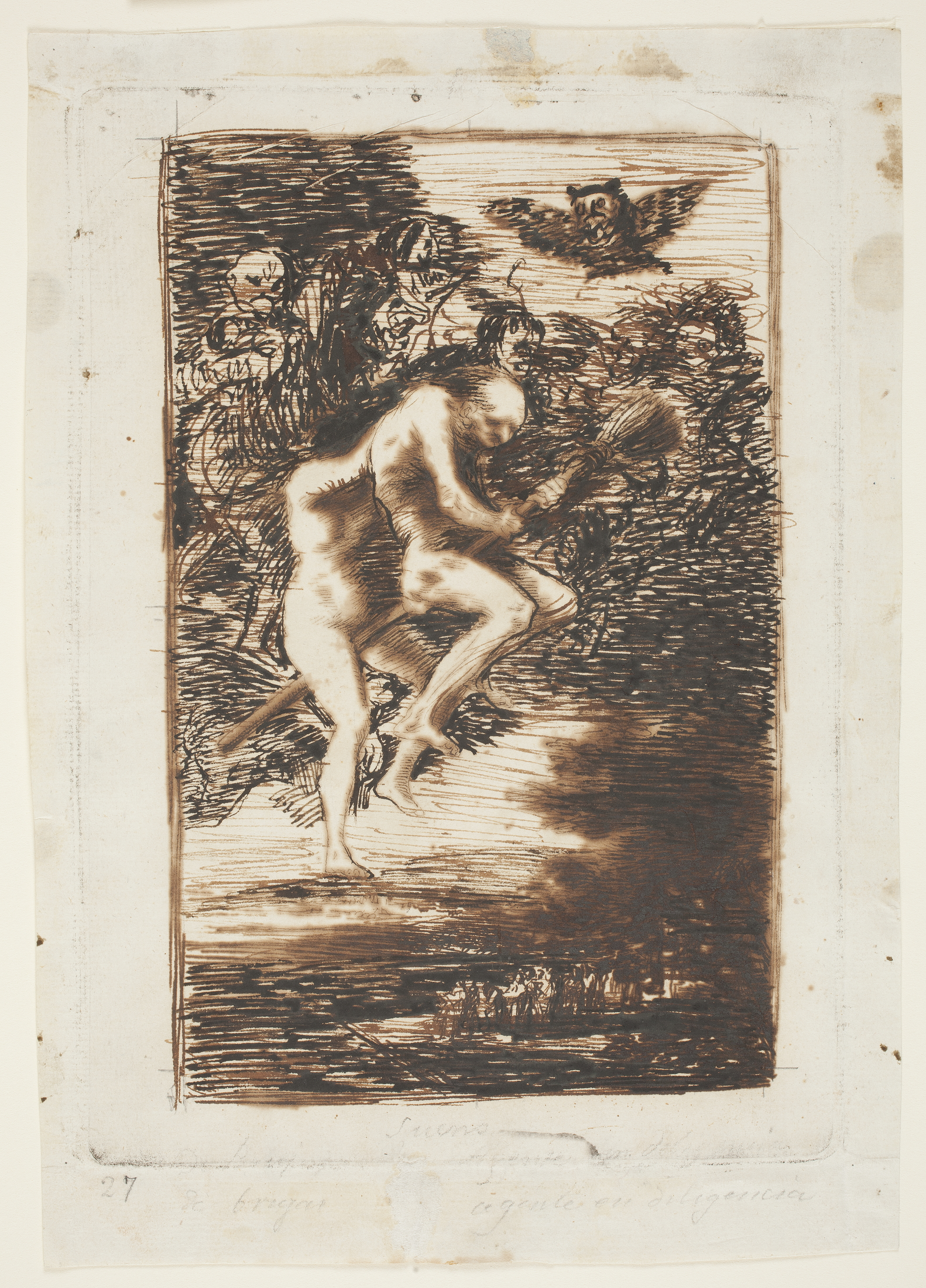
طراحی از مجموعه رویاها، حدود ۱۷۹۷

موضوع محوری این آثار، جادوگران و جادوگری بودند که عناصر مهمی در فرهنگ عامه اسپانیا محسوب می‌شدند. باور به جادوگری و شیاطین در میان مردم گسترده بود و انگیزاسیون و مجازات‌های کلیسا برای جادوگری این خرافات را بیشتر تقویت می‌کرد و به آن اعتبار می‌بخشید. اما این موضوع در هنر، ادبیات و تئاتر اغلب به صورت طنز یا هجو نمود پیدا می‌کرد. گویا در بسیاری از آثارش از نمایشنامه‌های آنتونیو د زامورا،، نمایشنامه‌نویس اسپانیایی الهام گرفت که احتمالاً آن‌ها را در تئاتر خصوصی دوک‌ها دیده بود. اشراف روشنفکر، که دوک‌های اوسونا نیز در زمره ایشان بودند، به جادوگری اعتقادی نداشتند؛ اما به موضوع جادو، پدیده‌های ماوراءالطبیعه و فرهنگ عامیانه مربوط علاقه‌مند بودند. کتابخانه دوک‌ها شامل کتاب‌هایی درباره جادوگری بود (از جمله پتک جادوگران و شیطانِ لنگ) که برای داشتن آن‌ها نیاز به داشتن مجوز ویژه‌ای از دادگاه مقدس بود. مادر دوشس نیز به طرز چشمگیری به علوم خفیه و رمان‌هایی چون واتک اثر ویلیام بکتفورد علاقه داشت و بسیاری از دوستان روشنفکر گویا نیز از اعضای فراماسونری بودند.
موضوع جادوگری تأثیری مشابه بر گویا داشت. او اعلام کرده بود که به جادوگران باور ندارد و خود را فردی شکاک می‌دانست، اما موضوع بسیاری از آثارش شیاطین و شخصیت‌های خیالی بود. او در نامه‌ای به دوست خود مارتین زاپاتر نوشته است که : "من از جادوگران، شیاطین، ارواح، غول‌های خودنما، دزدان، و رذلان نمی‌ترسم. هیچ‌یک از این موجودات در حقیقت چیزی نیستند جز خودِ انسان‌ها."
مشخص نیست که آیا دوشس اوسونا موضوعات نقاشی‌ها را به گویا پیشنهاد کرده یا این موضوعات از خلاقیت خود او سرچشمه گرفته است.

### تاریخ آفرینش آثار
این نقاشی‌ها به احتمال زیاد بین سال‌های ۱۷۹۷ و ۱۷۹۸ خلق شده‌اند، اما قطعاً دیرتر از تاریخی که در رسید خرید آثار درج شده، یعنی ۲۷ ژوئن ۱۷۹۸، نبوده‌اند. بین این مجموعه آثار و مجموعه حکاکی‌های لوس کاپریچوس شباهت‌های زیادی از نظر موضوعی و ترکیبی وجود دارد که می‌توان به این نتیجه رسید که احتمالا گویا همزمان روی هر دو مجموعه کار می‌کرده است. جوزپ گودیولمجموعه جادوگران را به سال‌های ۱۷۹۴ و ۱۷۹۵ نسبت می‌دهد که مصادف با دوره‌ای بود که نقاش پس از بیماری شدید خود در حال بهبود بود. این بیماری در سال‌های ۱۷۹۲ و ۱۷۹۳ باعث شد گویا به طور کامل ناشنوا شود. با بازگشت تدریجی به کار، گویا بر روی نقاشی‌های کوچک‌تر تمرکز کرد که نیاز به تلاش جسمی کمتری داشت. او همچنین بیشتر به ترکیب‌بندی‌هایی پرداخت که از الگوهای موجود و معیارهای پذیرفته شده آزاد بود و ریشه در تخیل هنرمند داشت. طبق نظر تاریخ‌شناس هنر خوزه لوئیس مورالس ای مارین، این مجموعه در سال ۱۷۹۹ در آکادمی سلطنتی هنرهای زیبای سان فرناندو بتخت عنوان شش کاپریس عجیب نمایش داده شده است.

## تفسیر آثار
گویا در آفرینش این نقاشی‌ها بیشترین الهام را از آثار آنتونیو د زامورا (۱۶۶۰–۱۷۲۷)، شاعر و نمایش‌نامه‌نویس اسپانیایی گرفته است. زامورا از سنت‌های اسپانیایی پیروی می‌کرد و در برابر تأثیرات ادبیات معاصر فرانسه مقاومت می‌کرد. نقاشی دون خوان و فرمانده که شاخص‌ترین اثر این مجموعه است، صحنه‌ای از پرده سوم کمدی زامورا را به تصویر می‌کشد که بازآفرینی اثر فریبکار سویل و مهمان سنگی از تیرسو د مولینا است که بازخوانی‌ای از داستان دون خوان بود. نمایش زامورا موفقیت زیادی به‌همراه داشت و بین سال‌های ۱۷۸۴ تا ۱۸۰۴ در مادرید سالانه اجرا می‌شد.
ممکن است لئاندرو موراتین، که با این برداشت از داستان دون خوان آشنا بوده، آن را به عنوان موضوعی برای نقاشی به گویا پیشنهاد داده باشد. یا شاید گویا که عاشق تئاتر بود، خود این نمایش را دیده و این صحنه را انتخاب کرده است. در این نمایش، دون خوان فرمانده گونزالو د اولوا را می‌کشد و سپس تندیسی از او را برای شام دعوت می‌کند، که این تندیس دعوت را پذیرفته و حضورش منجر به یک مواجهه سرنوشت‌ساز در معبد خانواده اولوا می‌شود – صحنه‌ای که در نقاشی تصویر شده است.
در پس‌زمینه، گویا درگاهی قوسی‌شکلی را تصویر کرده که یادآور کلیسای کوچک خانواده اولوا است، و در بالای پله‌ها، مجسمه سنگی فرمانده نمایان است. فرمانده در لباسی پوشیده و غرق در نوری روشن که فضای پیرامون را روشن می‌کند، به دون خوان نزدیک می‌شود. این لباس نشان صلیب سنت جیمز را دارد. دون خوان، نشسته روی صندلی با شعله‌هایی که پشت او در حال برخاستن هستند، به نظر می‌رسد که از حضور فرمانده بی‌خبر است. وضعیت متکبرانه او، با دست‌های روی کمر و شمشیر در کنار، سرکشی‌اش را منعکس می‌کند. او لباس شوالیه قرن شانزدهمی به تن دارد که با کلاه پهن و پر زینت شده است. گویا در این نقاشی، لحظه پرتنش قبل از اوج درام را به تصویر می‌کشد.
دون خوان، بدون هیچ نشانی از پشیمانی، به جهنم روانه خواهد شد که این آینده محتوم را هنرمند با نقاشی زبانه‌های آتش نمایش داده است. رابطه میان شخصیت‌ها و رفتار بی‌خیال دون خوان، نقاشی قدیمی‌تر گویا به نام هرکول و اومفاله را تداعی می‌کند. تاریخ‌شناس هنر، جوزپ گودیول، اثر دون خوان و فرمانده را تجلی سبک پیشا-رمانتیک گویا می‌داند.
چهره دون خوان ممکن است بر اساس یکی از هنرپیشه‌های هم‌عصر گویا تصویر شده باشد؛ احتمالا مانوئل گارسیا پارا یا مانوئل د لا پرادا که نقش‌های اصلی اغلب نمایش‌ها توسط ایشان ایفا می‌شدند، و به‌خصوص در ایفای نقش در نمایش‌هایی با تم جادو و جادوگری تبحر داشتند. این نقاشی بیش از دیگر آثار مجموعه از تم اصلی فاصله گرفته است. این اثر تضاد میان واقعیت و تخیل یا انتقاد از خرافات را بررسی نمی‌کند، بلکه بر پیامدهای گناه تمرکز دارد. تاریخ‌شناس هنر فرانک اروینگ هکس معتقد است که این نقاشی آخرین اثر این مجموعه است و در نتیجه پایان روایتی است که گویا برای مجموعه‌اش در نظر گرفته بوده است.

## سرنوشت آثار
ثروت دوک‌های اوسونا به‌دست وارثان آن‌ها، به‌خصوص ماریانو تله‌س-گیرون، دوازدهمین دوک اوسونا، به فنا رفت. در سال ۱۸۹۶، حراجی‌ای در مادرید برگزار شد که طی آن املاک و مجموعه هنری خانواده فروخته شد، و نقاشی‌های مجموعه جادوگری در میان مجموعه‌داران متعدد پراکنده شدند. اثر دون خوان و فرمانده آخرین بار در این حراجی دیده شد پس از آن دیگر اثری از آن نقاشی به‌دست نیامد، و از این رو از آثار مفقوده تاریخ هنر به شمار می‌آید. تنها تصویر موجود از این اثر، عکسی است که ژان لوران از آن برداشته است.